# Luszczik (rejon bieżanicki)
Luszczik (ros. Лющик) – wieś (ros. деревня, trb. dieriewnia) w zachodniej Rosji, centrum administracyjne wołostu Luszczikskaja (osiedle wiejskie) rejonu bieżanickiego w obwodzie pskowskim.

## Geografia
Miejscowość położona jest nad kanałem Suszczowskaja Kanawa, 5 km od centrum administracyjnego rejonu (Bieżanicy), 131 km od stolicy obwodu (Psków).
W granicach miejscowości znajdują się ulice: Jubilejnaja, Oktiabrskaja, Raboczaja, Siewiernaja, Zariecznaja.

## Demografia
W 2010 r. miejscowość zamieszkiwało 599 osób.